# The Dark of the Matinée
"The Dark of the Matinée" (ook bekend als "Matinée") is een single van de Schotse rockband Franz Ferdinand. Het is de derde single die uitgebracht werd van hun debuutalbum Franz Ferdinand. The Dark of the Matinée verscheen op 19 april 2004 en werd de opvolger van de doorbraak-single "Take Me Out".

## Ontvangst en gebruik
NME was zeer positief over het nummer: "Zal er dit jaar een betere openingszin in een poplied komen dan "Take your white finger, slide the nail under the top and bottom buttons of my blazer"? En als die er komt, kan iemand me dan beloven dat de rest van het couplet brildragende, roodharige bestrooide pop-funk is en het refrein genadeloos (pan)seksueel is? En dat er een jazz-achtig stuk in komt dat gaat over een ontmoeting met Terry Wogan? En kan die band zich dan ook veel verkleden? En interessant zijn? (...) Matinée wordt een enorme hit. Franz Ferdinand zal het opvolgen met een nog grotere hit. Wie kan ze nog aan?"
Drowned in Sound gaf het nummer een score van 9/10. Recencist Anthony Smith schreef: "Het brutale intro, het aangename couplet, het vinger-knippende middle eight en het swingende refrein doet allemaal denken aan de titelsong van David Bowie's Station to Station. "Matinée" is zonder twijfel het meest ambitieuze werk [van Franz Ferdinand] tot nu toe. Besprenkeld met de slimheid van Oscar Wilde is het tekstueel ook nog het meest interessante nummer op het album."
De radioversie van "The Dark of the Matinée" werd ingekort tot 3:55. In 2006 maakte Coco Freeman met Franz Ferdinand een remix van het nummer onder de Buena Vista Social Club-naam. Dit nummer verscheen op het album Rhythms del Mundo.

## Muziekvideo
De videoclip voor het nummer is geregisseerd door Chris Hopewell.
De video laat de vier bandleden zien in een schoollokaal waar ze (zichtbaar verveeld) een les volgen. De lerares van de klas laat een video zien over de werking van het menselijk gehoor. Deze video wordt opgevolgd door enkele scènes uit klassieke, piraten- en westernfilms. Na afloop is op het bord een tekening van een gezicht, oor en geluidsgolven te zien. Deze golven gaan bewegen, evenals affiches met grafieken aan de muren en getekende figuren op de tafels van het klaslokaal. Een andere video die in de klas wordt getoond laat de band in een andere setting zien (alle vier met gitaar) terwijl ze een dans uitvoeren die via pijlen en grafieken staat uitgelegd. Tijdens het tweede refrein staat de gehele klas op om hun eigen dans uit te voeren, voornamelijk bestaande uit hand- en schouderbewegingen. Na het tweede refrein is de band met hun originele instrumenten te zien in een dromerige, witte omgeving met een blauwe lucht. Op de achtergrond hangt een afbeelding van Terry Wogan (die wordt genoemd in de tekst). In het laatste refrein zijn de tafels in het klaslokaal verdwenen en dansen de leerlingen en de Franz Ferdinand-leden vrijuit.

## Tracks
1. "The Dark Of The Matinée"
2. "Better In Hoboken"
3. "Forty Feet"

Dvd
1. "The Dark Of The Matinée" [Promo Video]
2. "The Dark Of The Matinée" live at KCRW" [Video]
3. Gallery met Cheating On You live audio
4. Desktop Wallpaper

7"
1. "The Dark Of The Matinée"
2. "Michael" (live op KCRW)

12"
1. "The Dark Of The Matinée"
2. "Better In Hoboken"
3. "Forty Feet"